# Mewo Choron
Mewo Choron (hebräisch מְבוֹא חוֹרוֹן) ist eine israelische Siedlung im Westjordanland. Die Siedlung gehört zur Regionalverwaltung Mateh Benjamin und liegt bei Latrun und Modi’in. Die Einwohnerzahl beträgt 2.691 (Stand: Januar 2022).
Der 1970 gegründete Ort ist nach Choron benannt, einer alten biblischen Stadt, die strategisch an der Straße Gibeon-Ajalon (Schefela) gelegen war und im Alten Testament, vorwiegend in Jos 10,10  und Jos 16,3 , erwähnt wird. Die Chasdei Enosh-Synagoge  (hebräisch בֵּית הַכְּנֶסֶת חַסְדֵי אֱנוֹשׁ), eine Nachbildung der Terborger Synagoge in Mewo Choron, wurde am 7. Juni 2018 eingeweiht.